# Kärntnerlied
Als Kärntnerlied bezeichnet man die Gesamtheit des Kärntner Volksliedgutes. Eine genauere Abgrenzung ist schwierig. Typisch ist ein unbegleitetes Lied in Kärntner Mundart, das vier- oder fünfstimmig im Chor vorgetragen wird. Häufig ist eine melancholische Grundstimmung, die gerne durch häufige Verwendung der verminderten Quint ausgedrückt wird.
Ein umfangreicheres Sammeln von Volksliedern in Kärnten begann um 1905, dem Gründungsjahr von Volkslied-Ausschüssen. Die Gesellschaft der Musikfreunde in Wien veranlasste 1819 eine Volksliedsammlung in ganz Österreich. Josef Mitterdorfer (1785–1838) aus St. Jakob ob Gurk war einer von zwei Kärntnern, die der Aufforderung nachkamen. Er übermittelte zwölf Lieder in Wort und Weise, wobei einige Lieder 18 und mehr Strophen haben. Kärntnerlieder im heutigen Sinne sind es aber nicht.
Bei der Sammlung des Volksliedgutes tat sich u. a. Anton Anderluh hervor, bei Neudichtungen u. a. Thomas Koschat, Gerhard Glawischnig, Leo Murer, Justinus Mulle und Günther Mittergradnegger. In diesem Zusammenhang spricht man etwas diffus vom Neuen Kärntnerlied.